# 田烏港明神鼻灯台
田烏港明神鼻灯台（たがらすこうみょうじんはなとうだい）は、福井県小浜市の田烏明神崎に立つ白亜鼓型の小型灯台。

## 概要
田烏港入り口の明神崎上にある灯台。

## 歴史
- 1965年（昭和40年）11月5日 初点灯
- 1980年（昭和55年）11月15日 LC型灯器へ換装
- 1997年（平成9年）11月12日 LC管制器2型に入替
- 2000年（平成12年）12月4日 太陽電池化、LD管制器2型設置

## 交通
- 国道27号、国道162号 田烏

## 周辺情報

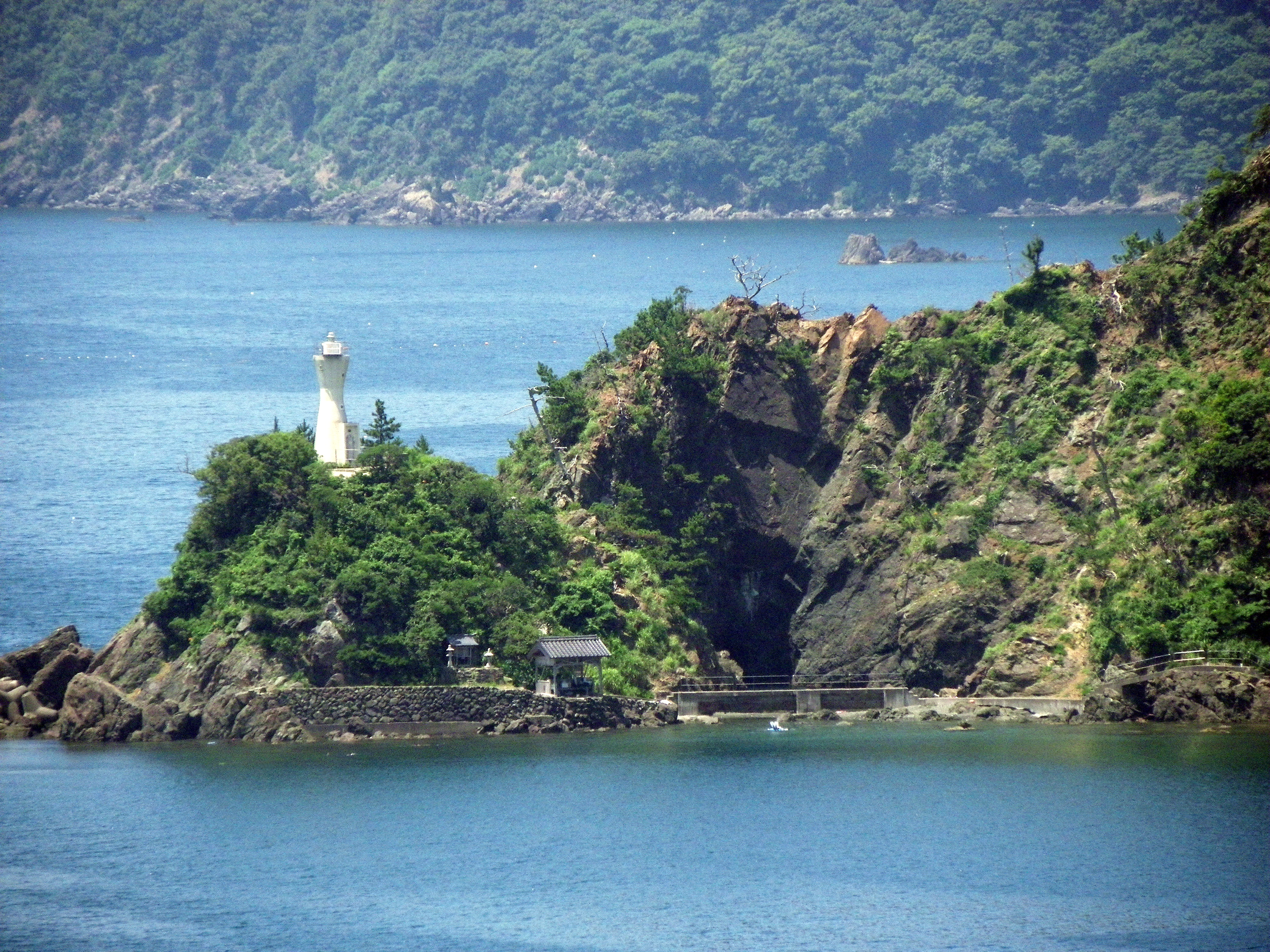
田烏港明神鼻灯台遠望

- 田烏港